# Sven van Zweden
Sven van Zweden (Blot-Sven, Offer-Sven) (ca. 1050 - ca. 1087) was van ca. 1084 tot zijn dood koning van de Svear (bewoners van Zweden).
Alle informatie over Sven stamt uit legendes en poëzie, daar er over deze periode nog geen officiële geschiedschrijving bestaat.
Volgens sommige bronnen zou Sven een zoon van Haakon de Rode geweest zijn. Hier wordt echter door andere commentatoren aan getwijfeld, omdat dit zou beteken dat Sven met een tante van hem getrouwd zou zijn. Andere bronnen behelzen dat Sven een zoon was van een stamhoofd Kol uit Östergötland. Sven werd waarschijnlijk rond 1050 geboren en zou met een dochter van Stenkil Ragnvaldsson getrouwd zijn.
Svens voorganger (en ook zijn zwager) Inge (I) Stenkilsson was een diep gelovig christen. Toen Inge tegenover de raadsheren van Oud-Uppsala duidelijk maakte dat hij niet bereid was aan het ding (de volksvergadering) te offeren werd hij bedreigd met gerechtelijke ontzetting van zijn koningsrechten. Toen Inge bij zijn standpunt bleef schreed Sven naar voren en bracht tot uiting dat hij bereid was te offeren als hij daardoor koning kon worden. De raad accepteerde deze eis en de nieuwe koning verkreeg zo de bijnaam Blot-Sven.
De eigenlijke offerceremonie vond in Strängnäs plaats en werd ook in een kerklegende beschreven die enige honderden jaren later ontstond. De grond daarvoor was de hierbij verhaalde moord op de Heilige Eskil. "Er wordt geschreven dat ossen en schapen voor de oude goden geofferd werden en dat hij een rijkelijk feestmaal gaf om de goden en Offer-Sven te eren. Eskil stelde zich, niet geïmponeerd door, in het midden van de aanhangers van het heidense geloof op en verzocht dezen met spreken om de juiste (christelijke) weg te gaan. De aanwezigen werden woedend en stenigden de monnik."
Omstreeks 1087 kwam Inge (I) Stenkilsson uit Västergötland, waar hij inmiddels als heerser geaccepteerd was, met een groot leger naar Oud-Uppsala en stak de residentie van Blot-Sven in brand. Sven trachtte te vluchten maar werd door Inge achterhaald en gedood. Nochtans was Inge in Midden-Zweden nog een jaar als koning omstreden daar de Svear Svens zoon Erik Årsall als hun heerser kozen. Na diens dood liet Inge de Tempel van Uppsala door brand vernietigen en beëindigde daarmee officieel de tijd van oud-noordse geloven in Zweden.

Erik VI · Olaf II · Anund Jacob · Emund · Stenkil · Erik VII · Erik VIII · Halsten · Haakon · Inge I · Sven · Erik Årsäll · Filips · Inge II · Ragnvald · Magnus · Sverker I · Erik IX · Karel VII · Knoet I · Sverker II · Erik X · Johan I · Erik XI · Knoet II · Waldemar I · Magnus I · Birger I · Magnus II · Albrecht · Margaretha · Erik XIII · Christoffel · Karel VIII · Christiaan I · Johan II · Christiaan II · Gustaaf I · Erik XIV · Johan III · Sigismund · Karel IX · Gustaaf II Adolf · Christina · Karel X Gustaaf · Karel XI · Karel XII · Ulrike Eleonora · Frederik · Adolf Frederik · Gustaaf III · Gustaaf IV Adolf · Karel XIII · Karel XIV Johan · Oscar I · Karel XV · Oscar II · Gustaaf V · Gustaaf VI Adolf · Carl Gustaf XVI